# Massa lunare
In astronomia, la massa lunare è un'unità di misura comunemente usata per esprimere la massa dei satelliti naturali dei pianeti. Equivale alla massa stimata della Luna.
Il suo valore e il suo simbolo convenzionale sono:
{\displaystyle M_{L}=7,3477\times 10^{22}{\hbox{ kg}}}
La massa lunare è pari a circa un ottantesimo della massa della Terra.
Le incertezze da cui è affetta la stima della costante di gravitazione universale si ripercuotono sulla precisione della massa lunare.
Una massa lunare corrisponde a:
- 0,0123 masse terrestri (M⊕)
- 0,0000387 masse gioviane (MJ)
- 0,000000037 masse solari (M⊙)